# 산크리스토발주

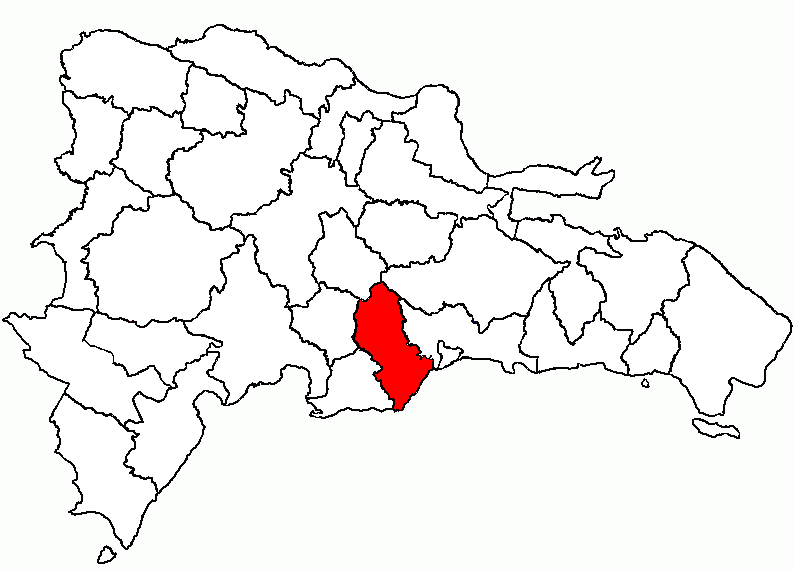
산크리스토발 주의 위치

산크리스토발주(스페인어: San Cristóbal)는 도미니카 공화국 남부에 위치한 주로 주도는 산크리스토발이며 면적은 1,265.77km2, 인구는 640,066명(2014년 기준)이다. 1932년에 설립되었으며 설립 당시에는 도미니카 공화국의 독재자였던 라파엘 트루히요의 이름을 딴 트루히요 주(Trujillo)라고 불렀다. 1961년 라파엘 트루히요가 암살당하면서 지금과 같은 이름으로 바뀌었다.
서쪽으로는 페라비아 주와 산호세데오코아 주, 몬세뇨르노우엘 주, 북쪽으로는 산체스라미레스 주, 동쪽으로는 몬테플라타 주와 산토도밍고 주, 남쪽으로는 카리브해와 접한다. 8개 지방 자치체와 6개 지구를 관할한다.